# Katsina-Ala
Katsina-Ala is een Nigeriaanse stad en Local Government Area (LGA) in de staat Benue. 
De stad ligt aan de noordelijke oever van de rivier Katsina Ala. Katsina-Ala telde in 2006 een bevolking van 225.471; in 2016 was dat naar schatting 304.400. De bevolking bestaat voornamelijk uit Tiv, Etelo, Hausa en Fulbe.
Al in de koloniale tijd was de stad een drukke rivierhaven, gebruikt door de Royal Niger Company voor het verhandelen van landbouwproducten. In 1976 werd de Local Government Area opgericht. In maart 2022 vernielde een grote brand de grootste markt van de stad. Er is ook een grote veemarkt.
De stad ligt aan de autoweg A4.
De stad is de zetel van een rooms-katholiek bisdom.